# Poder legislativo

Países con asambleas unicamerales
Países con asambleas bicamerales
Países con asambleas unicamerales y un cuerpo consultivo
Países sin ningún tipo de asamblea

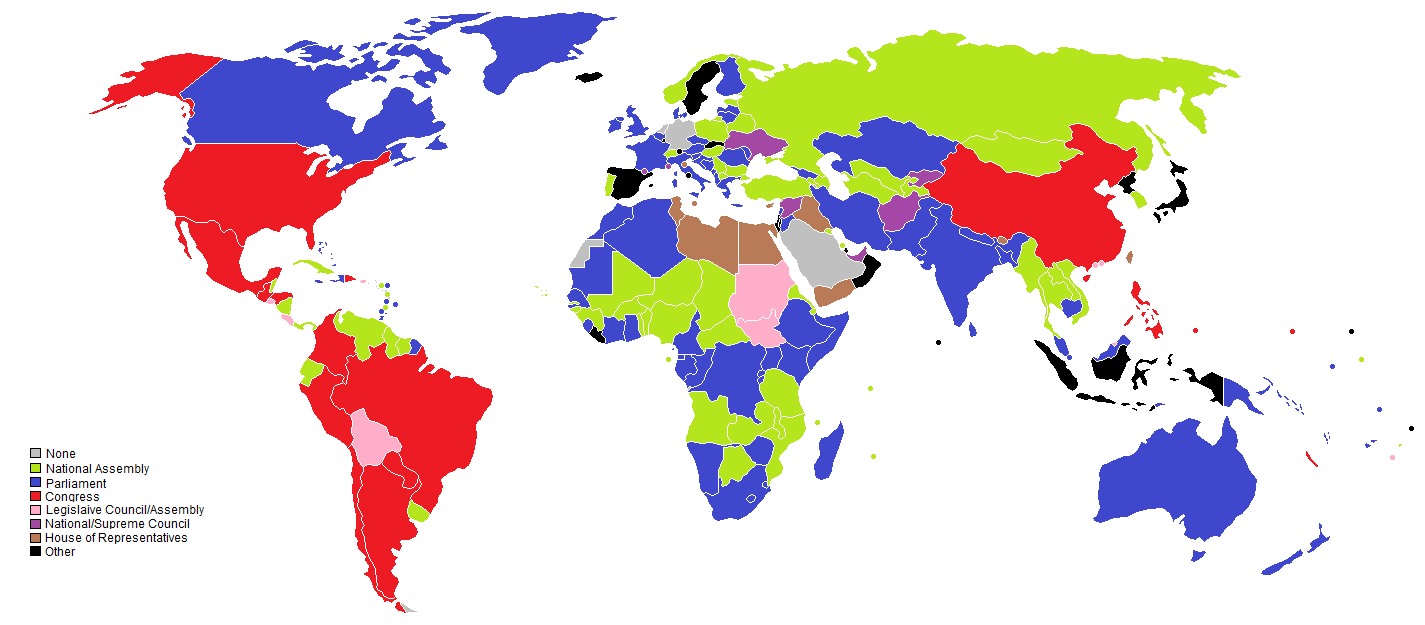
Países sin ningún poder legislativo
Países con solo una asamblea nacional
Países con parlamentos
Países con un congreso
Países con Consejo o asamblea legislativa
Países con consejo nacional o consejo supremo
Países con Cámara de Representantes
Países con otro tipo de cuerpo legislativo

El poder legislativo es una asamblea deliberativa que tiene la exclusiva autoridad para crear leyes para una entidad política como un país o ciudad, además de administrar el presupuesto del Estado. 
Las legislaturas forman parte importante de la mayoría de los gobiernos; en el modelo de separación de poderes, se contrasta con las ramas ejecutiva y judicial del Estado y a la vez responsable de controlar sus acciones en consonancia con las disposiciones constitucionales.
Las leyes promulgadas por las legislaturas se conocen como legislación. Las legislaturas observan y dirigen las acciones de gobierno y generalmente tienen autoridad exclusiva para modificar el presupuesto o los presupuestos involucrados en el proceso.
Los miembros de una legislatura se llaman legisladores. En una democracia representativa, los legisladores son elegidos popularmente de manera directa, en otros regímenes se utilizan las elecciones proporcionales y el nombramiento por parte del ejecutivo también es usado, particularmente para las legislaturas bicamerales que presentan una cámara alta.
Montesquieu propuso, en su libro El espíritu de las leyes, que era necesario que las funciones del Estado se dividieran y separaran entre distintos poderes (legislativo, ejecutivo y judicial), para que mediante los arreglos de las características el poder se autocontrole, a fin de evitar la tiranía.

## Terminología

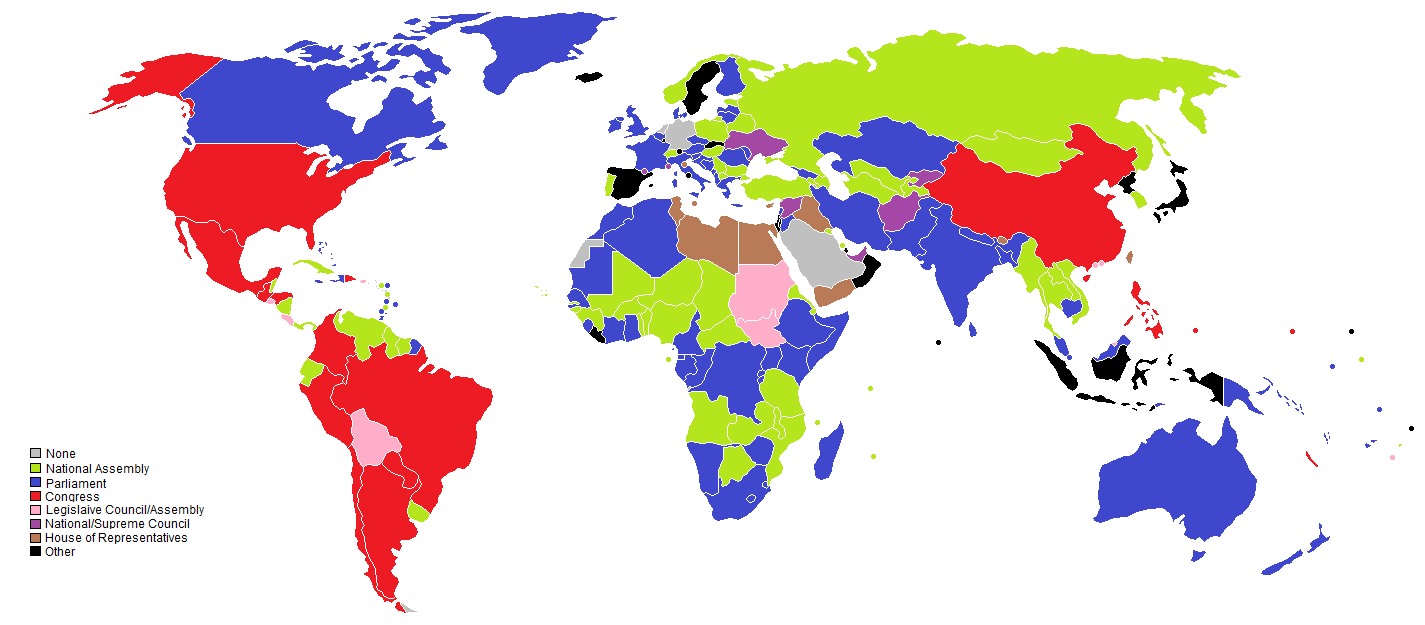
Mapa que muestra la terminología de la legislatura nacional de cada país

El nombre utilizado para referirse a un órgano legislativo varía según el país.
Los nombres comunes incluyen:
- Asamblea (de ensamblar)
- Congreso (de congregar)
- Consejo (del latín 'reunión')
- Dieta (del antiguo alemán 'gente')
- Estados (del francés antiguo 'condición' o 'estatus')
- Parlamento (del francés parler 'hablar')

Por nombres:
- Cámara de la Asamblea
- Cámara de Jefes
- Asamblea Legislativa
- Consejo legislativo
- Asamblea Nacional

Por idiomas:
- Cortes (español)
- Duma (from Russian dúma 'pensamiento')
- Knesset (del hebreo 'reunión' o 'asamblea')
- Rada (del ucraniano 'consejo')
- Sejm (del polaco 'reunión')
- Sóviet (del ruso 'consejo')
- Thing (del antiguo germánico 'asamblea')
- Veche (del antiguo eslavo 'consejo')

Aunque las funciones específicas de cada legislatura difieren según la ubicación, todas tienen el mismo propósito de nombrar funcionarios para representar a sus ciudadanos para determinar la legislación apropiada para el país.

## Historia
Entre las primeras legislaturas reconocidas estaba la ateniense Ekklesía. En la Edad Media, los monarcas europeos albergarían asambleas de la nobleza, que más tarde se convertirían en predecesoras de las legislaturas modernas. Estos a menudo se llamaban Los Estados. La legislatura sobreviviente más antigua es la islandesa Althing, fundada en 930 d. C.

### Legislaturas antiguas
Grecia Antigua
Una de las primeras formas de un cuerpo legislativo se puede rastrear hasta la antigua Atenas alrededor del siglo V a. C. La Asamblea Ateniense (Ekklesia) era una democracia directa donde los ciudadanos participaban directamente en la toma de decisiones. También tenían un consejo llamado la Boulé, que preparaba la agenda para la Asamblea.
Roma Antigua
La estructura legislativa de Roma evolucionó con el tiempo. La República Romana (509–27 a. C.) tenía varios cuerpos clave:
El Senado: Un órgano asesor compuesto por patricios (familias aristocráticas), que tenía un poder significativo en la formulación de políticas.
Asambleas Populares: Estas asambleas, como la Asamblea Centurial y la Asamblea Tribal, permitían a los ciudadanos votar sobre leyes y elegir magistrados.

### Legislaturas medievales y feudales
La Carta Magna  (1215)
Este documento inglés a menudo se cita como un momento fundamental en el desarrollo del gobierno constitucional. Estableció principios que limitaban los poderes del rey y sentó las bases para el futuro Parlamento Británico.
Parlamento Inglés
Para el siglo XIII, el Parlamento Inglés había evolucionado hacia un cuerpo legislativo bicameral. Consistía en:
La Cámara de los Comunes: Representando a los plebeyos, elegidos de distritos electorales.
La Cámara de los Lores: Compuesta por nobles y clérigos.
Estados Generales de Francia
En la Francia medieval, los Estados Generales eran una asamblea que representaba los tres estados del reino: el clero, la nobleza y los comunes. Se convocaba por el rey en ocasiones específicas, como para fines fiscales o durante crisis.

### El desarrollo de los legislativos modernos
La Ilustración y las Ideas Revolucionarias
El período de la Ilustración (siglos XVII-XVIII) introdujo nuevas ideas sobre la democracia, la representación y la separación de poderes, influyendo profundamente en las estructuras legislativas. Pensadores como Montesquieu abogaron por la separación de poderes en ramas distintas del gobierno.
Revolución Americana (1775–1783)
El establecimiento de los Estados Unidos trajo un nuevo modelo de legislatura con la creación del Congreso, compuesto por dos cámaras:
El Senado: Representación equitativa para los estados.
La Cámara de Representantes: Representación basada en la población.
Revolución Francesa (1789–1799)
La Revolución Francesa llevó a la creación de la Asamblea Nacional y, más tarde, de la Asamblea Legislativa, lo que marcó un cambio significativo de la monarquía absoluta hacia una estructura de gobierno más democrática.

### Desarrollos delsigloXIXyXX
Expansión de la Democracia
Durante los siglos XIX y XX, muchos países ampliaron sus cuerpos legislativos y aumentaron el sufragio. Esto incluyó la extensión de los derechos de voto a mujeres y varios grupos marginados.
Sistemas Parlamentarios
Países como el Reino Unido, Canadá, Australia e India adoptaron sistemas parlamentarios donde el poder ejecutivo se deriva del poder legislativo, haciendo que el primer ministro sea a menudo el jefe de Gobierno.
Sistemas Bicamerales y Unicamerales
Diferentes naciones adoptaron sistemas bicamerales (con dos cámaras) o unicamerales (con una cámara), dependiendo de sus contextos históricos y políticos.

### Tendencias contemporáneas
Globalización y Organismos Internacionales
El surgimiento de organizaciones internacionales como las Naciones Unidas y el Parlamento Europeo refleja una nueva capa de actividad legislativa que trasciende las fronteras nacionales.
Innovaciones Digitales y Participativas
La tecnología moderna ha introducido nuevos métodos para la participación pública y la transparencia en los procesos legislativos. Las peticiones electrónicas, las consultas en línea y el compromiso a través de redes sociales están remodelando cómo las legislaturas interactúan con el público.

## Su función en el Constitucionalismo del poder clásico
Durante la Edad Media se creó un sistema que consistía en convocar a las clases política o "estamentos" o "Estados Generales" (como se los llamó en Francia), para consultarlos sobre la creación de nuevos impuestos o el aumento de los existentes, los que debían ser consentidos por los contribuyentes o sus constituyentes
La Carta Magna (sancionada por el rey Juan I en Londres el 15 de junio de 1215) es uno de los antecedentes de los regímenes políticos modernos en los cuales el poder del monarca o presidente se ve acotado o limitado por un consejo, senado, congreso, parlamento o asamblea. Lo que pide la carta magna es una limitación de poder por parte de los normandos. El Parlamento británico fue consecuencia de la Carta Magna de 1215 y durante mucho tiempo no tuvo otra misión que limitar el poder de la Corona y vigilar sus acciones.

## Cámaras

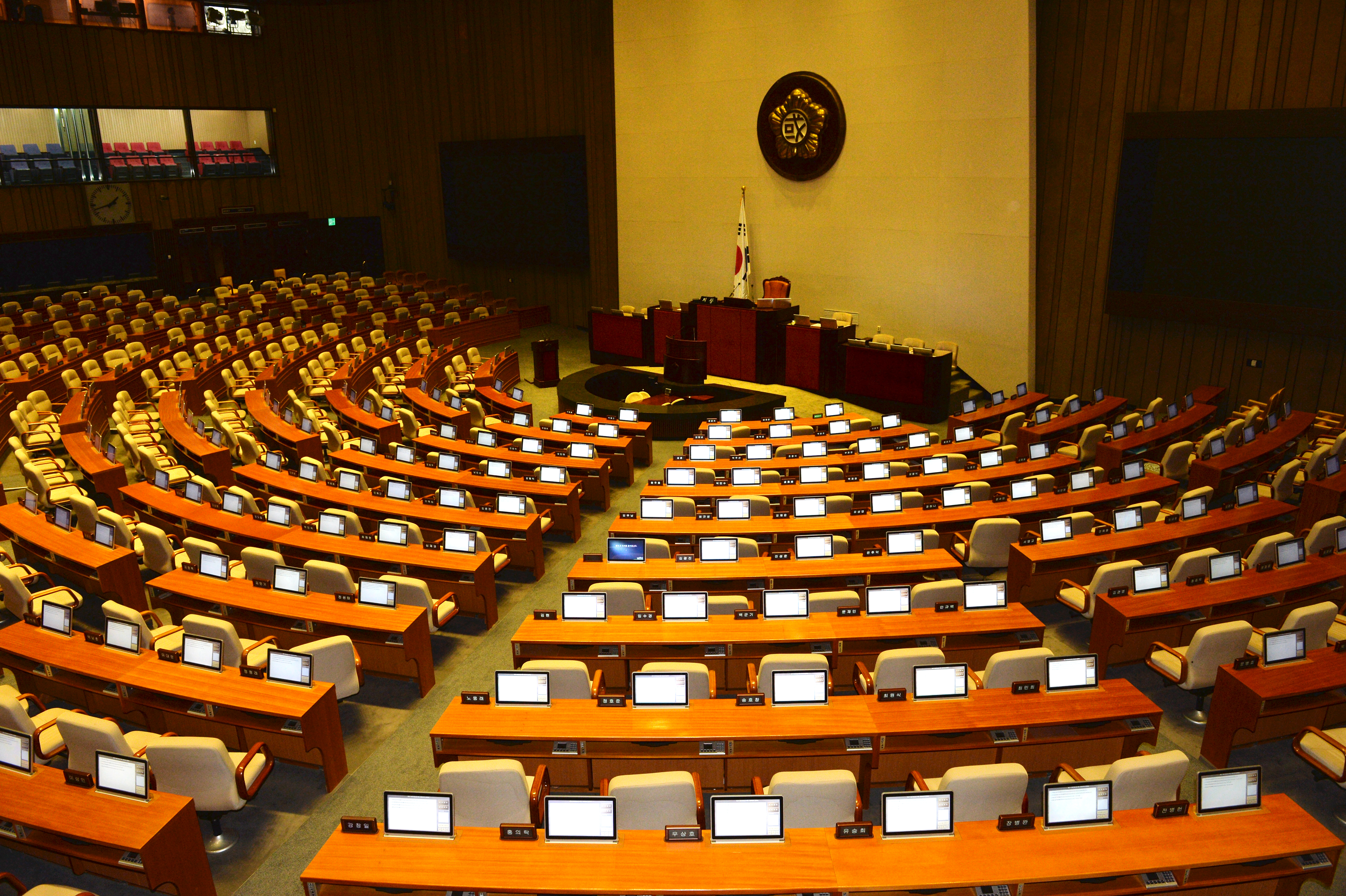
La 국회 (Asamblea Nacional), parlamento unicameral de Corea del Sur.

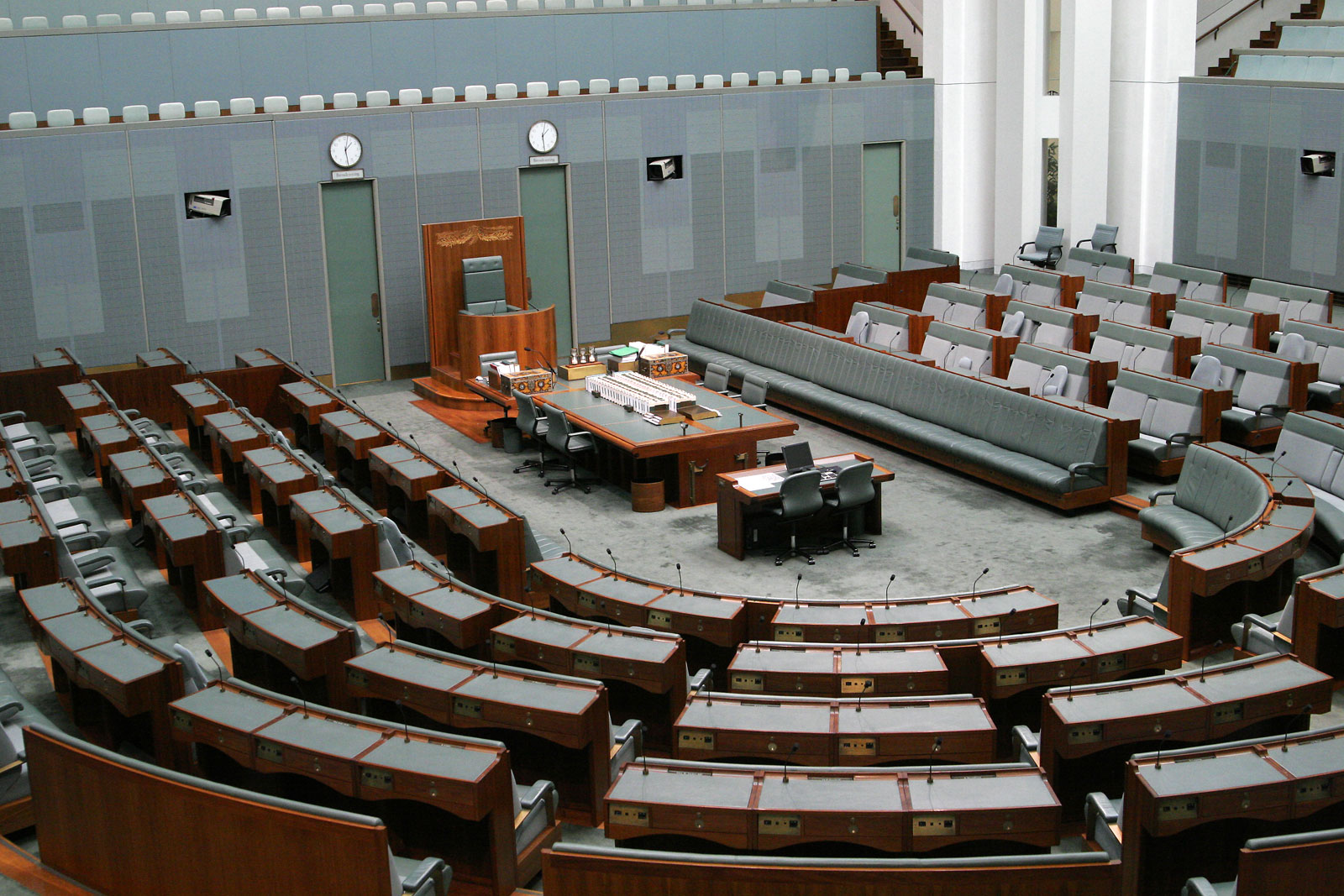
La Cámara de Representantes de Australia es la cámara baja del parlamento federal.

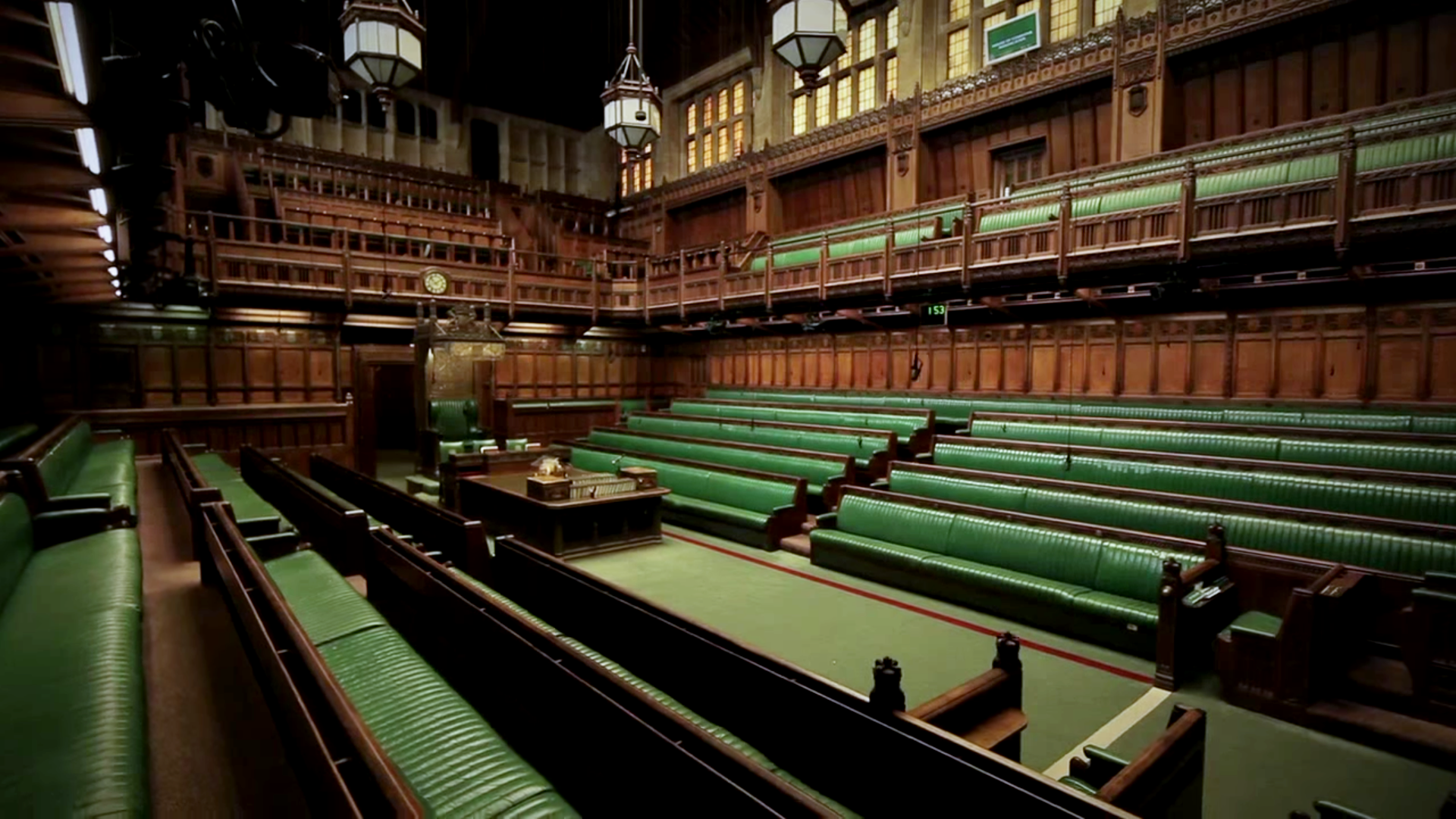
La Cámara de los Comunes del Reino Unido es la cámara baja del país

Una legislatura puede debatir y votar los proyectos de ley como una sola unidad, o puede estar compuesta de múltiples asambleas separadas, convocadas por varios nombres, incluyendo cámaras legislativas, cámaras de debate y casas, que debaten y votan por separado y tienen poderes distintos. Una legislatura que opera como una sola unidad es unicameral, una dividida en dos cámaras es bicameral, una dividida en tres cámaras es tricameral, y una dividida en cuatro cámaras es tetracameral.
En las legislaturas bicamerales, una cámara generalmente se considera la cámara alta, mientras que la otra se considera la cámara baja. Los dos tipos no son rígidamente diferentes, pero los miembros de las cámaras altas tienden a ser indirectamente electos o nombrados en lugar de electos directamente, tienden a ser asignados por divisiones administrativas en lugar de por población, y tienden a tener términos más largos que los miembros de la cámara baja. En algunos sistemas, particularmente en sistemas parlamentarios, la cámara alta tiene menos poder y tiende a tener un rol más asesor, pero en otros, particularmente en sistemas presidenciales, la cámara alta tiene un poder igual o mayor.
En las federaciones, la cámara alta típicamente representa los estados componentes de la federación. Este es un caso con el Senado de Australia. La cámara alta puede contener los delegados de los gobiernos estatales -como en la Unión Europea y en Alemania y, antes de 1913, en los Estados Unidos-  o ser elegida de acuerdo con una fórmula que otorgue la misma representación a los estados con poblaciones más pequeñas, como lo es la caso en Australia y los Estados Unidos desde 1913.
Las legislaturas tricametrales son raras; el Consejo del Gobernador de Massachusetts todavía existe, pero el ejemplo nacional más reciente existió en los últimos años del gobierno de la minoría blanca en Sudáfrica. Las legislaturas tetracamerales ya no existen, pero anteriormente se usaban en Escandinavia.

## Tamaño
Las legislaturas varían ampliamente en su tamaño, generalmente en proporción con el tamaño de la población del país respectivo. Entre las legislaturas nacionales, la Asamblea Popular Nacional de China es la más grande con 2987 miembros, mientras que la Comisión Pontificia para el Estado de la Ciudad del Vaticano es la más pequeña con 7.
El tamaño legislativo es una compensación entre rapidez y representación; cuanto más pequeña es la legislatura, más rápidamente puede operar, pero cuanto mayor es la legislatura, mejor poder puede representar la diversidad política de sus electores. El análisis comparativo de las legislaturas nacionales ha encontrado que el tamaño de la cámara baja de un país tiende a corresponder a la raíz cúbica de su población; es decir, el tamaño de la cámara baja tiende a aumentar junto con la población, pero mucho más lentamente.

## Organización interna
Cada cámara de la legislatura se compone de una serie de legisladores que utilizan alguna forma de procedimiento parlamentario para debatir cuestiones políticas y votar sobre la legislación propuesta. Debe haber un cierto número de legisladores presentes para llevar a cabo estas actividades; esto se llama un cuórum.
Algunas de las responsabilidades de una legislatura, como dar la primera consideración a la legislación recién propuesta, generalmente se delegan en comités compuestos por algunos de los miembros de las cámaras.
Los miembros de una legislatura suelen representar diferentes partidos políticos; los miembros de cada partido generalmente se reúnen como un comité para organizar sus asuntos internos.

## Alemania
En Alemania, el poder legislativo se ejerce de la siguiente manera:
- A nivel federal, por el Bundestag alemán como parlamento unicameral, el Bundesrat como órgano del gobierno federal para la participación de los estados y otros en la legislación federal, y (en caso necesario) el Comité Mixto.
- A nivel de los Länder, por el Parlamento de los Länder respectivo o (en la medida en que la constitución de los Länder lo prevea) por los propios electores.

La legislación se rige por el orden constitucional.
Según la opinión predominante, no existe un poder legislativo a nivel de distritos y municipios, ya que los municipios en su conjunto son meros órganos de autogobierno dentro del ejecutivo estatal desde la perspectiva del derecho constitucional. Según esta opinión, los Gemeinderäte tampoco son, por tanto, parlamentos; los órganos de autogobierno del municipio son meros órganos administrativos que carecen de competencias legislativas. Además de la falta de un poder judicial, el principal indicio de ello es la exigencia por ley estatal de reglamentos municipales en lugar de una constitución autoelegida. Los miembros de los órganos tampoco gozan de la protección constitucionalmente garantizada de inmunidad política e indemnidad de los diputados de los parlamentos. Las decisiones de estos órganos también pueden -bajo condiciones estrictas- ser anuladas o sustituidas por la autoridad municipal de control.
Los representantes de la opinión contraria argumentan lo siguiente:
El párrafo 1 de la Ley Fundamental de la República Federal de Alemania establece que «en los Länder, distritos y municipios [...] el pueblo [debe] tener una representación surgida de elecciones generales, directas, libres, iguales y secretas». Esta disposición no sólo menciona los distritos y municipios al mismo nivel que los estados federales, sino que también establece que el pueblo debe tener allí una «representación», que debe ser elegida de acuerdo con los principios electorales generales. La misma disposición, que establece que los estados federales no pueden regular las elecciones a los parlamentos de los estados federales con arreglo a la legislación de los estados federales de ninguna otra forma que no sea mediante sufragio universal, directo, libre, igual y secreto, también regula las normas de elección de los representantes del pueblo en los municipios. No se entiende por qué los consejos municipales deberían tener entonces una competencia diferente, es decir, no legislativa, a la de los parlamentos estatales, que nadie niega que tengan una función legislativa. La existencia de los reglamentos municipales como conjunto de normas vinculantes tampoco se acepta como contraprueba, ya que la Ley Fundamental también proporciona a los estados federados directrices para sus constituciones estatales. Aunque la densidad normativa de los reglamentos municipales es mayor, esto se determina tradicionalmente. Pero, sobre todo, también existen constituciones a nivel municipal, concretamente en forma de estatutos principales, que cada municipio de cada estado federal debe adoptar para regular su organización básica. Por último, la existencia de una supervisión municipal tampoco es motivo de exclusión; para los estados federados, (Los artículos 28  párrafo 3, y el artículo 37 de la Ley Fundamental de la República Federal de Alemania) prevén una supervisión -limitada- por parte del gobierno federal.